# Weidlinger Friedhof

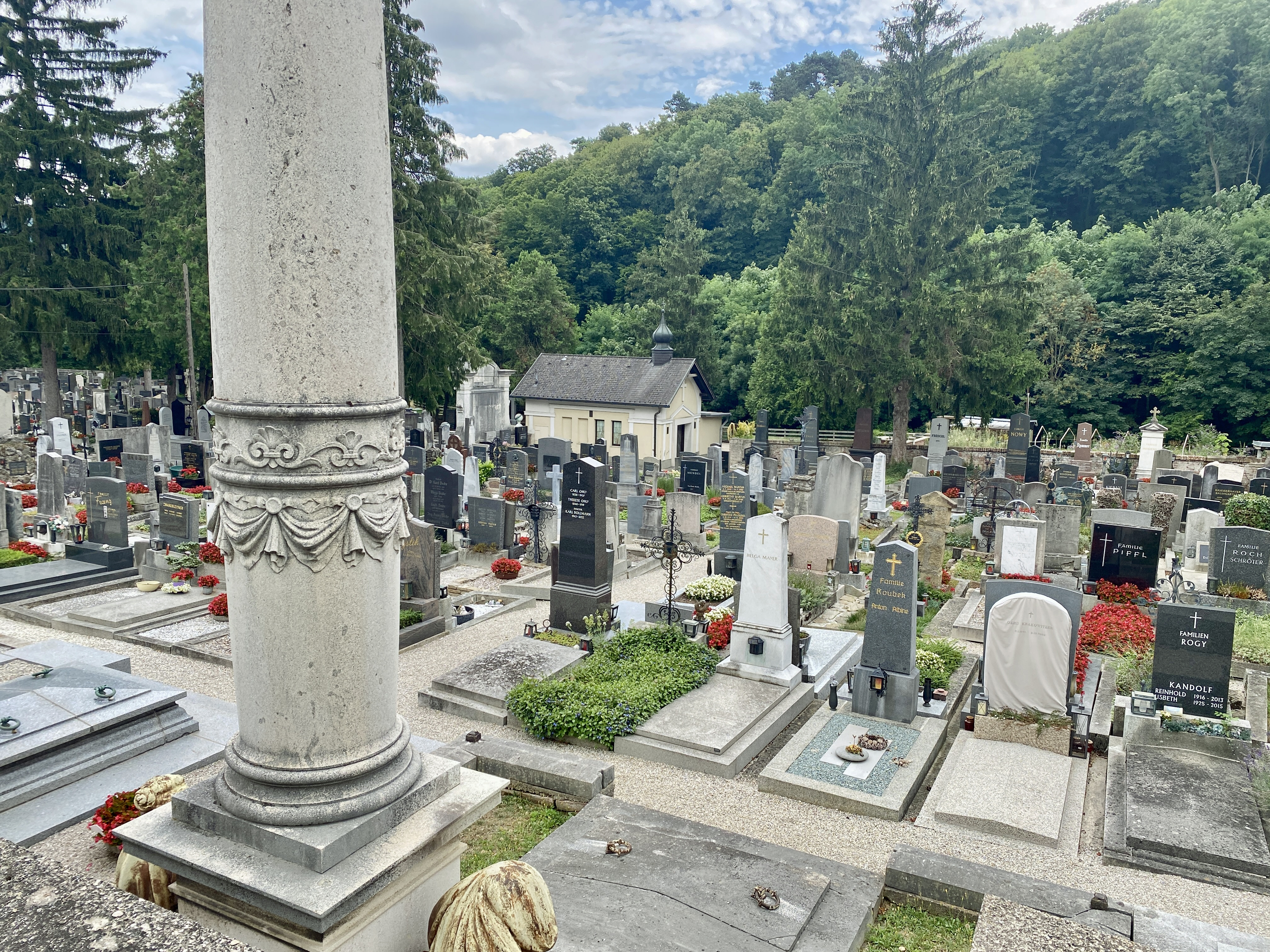
Weidlinger Friedhof

Der Weidlinger Friedhof ist ein Friedhof in der Katastralgemeinde Weidling der Stadt Klosterneuburg in Niederösterreich.

## Anlage

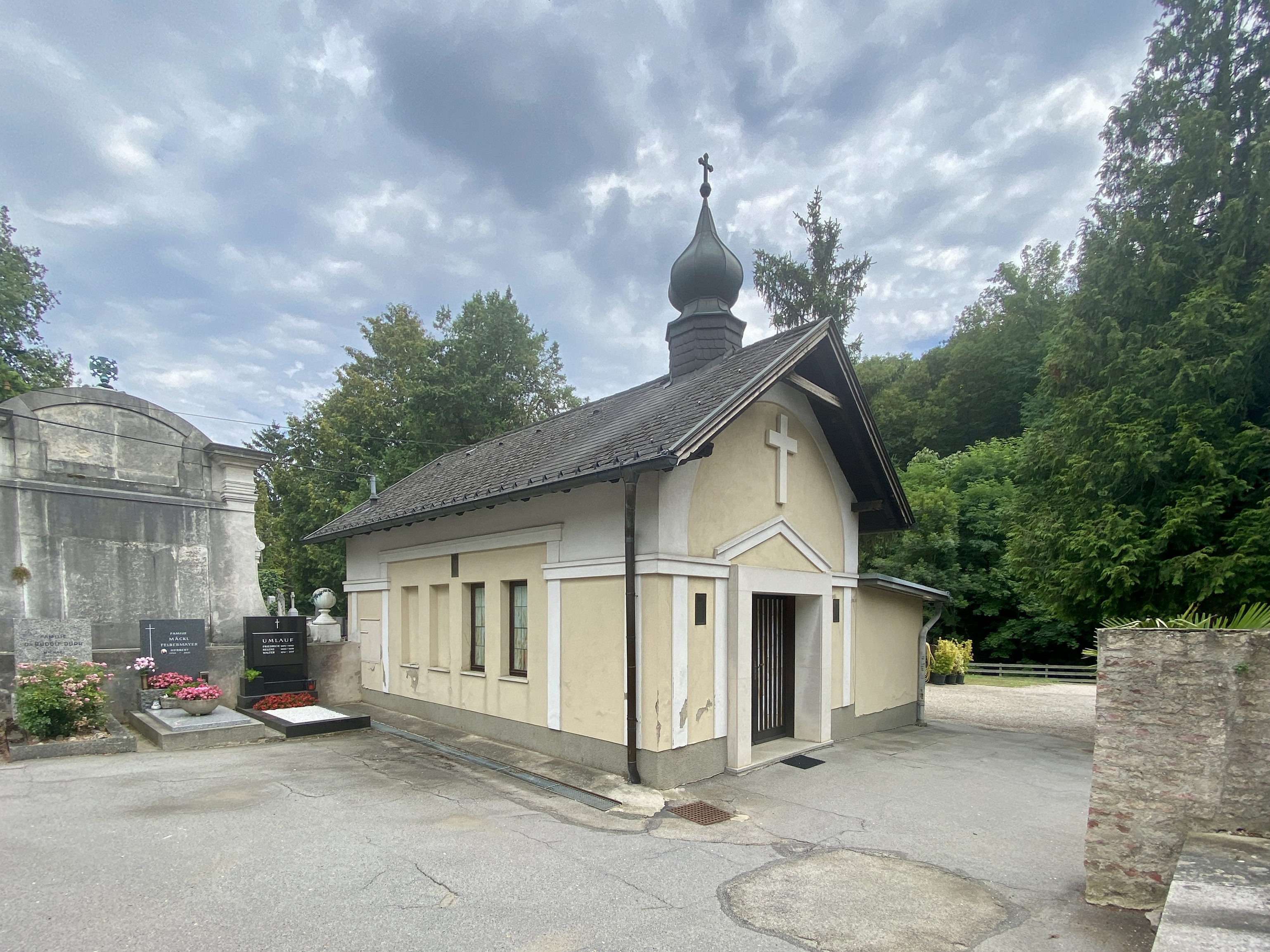
Friedhofskapelle am Weidlinger Friedhof

Der Weidlinger Friedhof liegt zwischen der Lenaugasse und dem Rotgrabenbach, einem Nebenbach des Weidlingbaches. Er weist mehrere bemerkenswerte Grabdenkmäler aus dem Biedermeier und dem Historismus auf. Der Bildhauer Leopold Kiesling schuf das monumentale Granit-Grab des Diplomaten und Orientalisten Joseph von Hammer-Purgstall bereits zu dessen Lebzeiten um 1820. Es weist Inschriften auf Arabisch, Deutsch, Englisch, Französisch, Griechisch, Italienisch, Lateinisch, Persisch, Spanisch und Türkisch auf. Das Grabmal des Unternehmers und Politikers Franz Löblich ist ein Frühwerk des Architekten Robert Oerley aus dem Jahr 1898.
Der Friedhof gehört zur römisch-katholischen Pfarre Weidling. Er steht unter Denkmalschutz.

## Geschichte
Der Friedhof geht an seinem heutigen Standort auf das Jahr 1713 zurück, als eine Pestepidemie einsetzte, an der allein in diesem Jahr 79 Einwohner Weidlings starben. Maria Barbara von Mannagetta ließ ein Pestkreuz aufstellen. Von 1737 bis zu den josephinischen Reformen 1787 befand sich eine für Prozessionen genutzte Kapelle auf dem Friedhof.
Der Dramatiker Ferdinand Raimund schrieb 1827 Teile seines Zauberspiels Moisasurs Zauberfluch auf dem Weidlinger Friedhof, woran eine Gedenktafel erinnert.
Der Friedhof wurde 1895, 1938 und 1976 erweitert. Das Leichenhaus wurde 1955 umgebaut und als Friedhofskapelle geweiht, die 1985 um einen kleinen Glockenturm erweitert wurde. Die Kapelle wurde 1989 generalsaniert und mit einem neuen Altarkreuz ausgestattet.

## Bekannte hier bestattete Persönlichkeiten
Die Tabelle ist nach Nachname, Geburtsjahr, Sterbejahr sowie Abteilung und Nummer der Grabstelle sortierbar.
| Bild der Person                         | Name                                    | Geb. | Gest. | Tätigkeit                                    | Abt./Nr. | Bild des Grabes |
| --------------------------------------- | --------------------------------------- | ---- | ----- | -------------------------------------------- | -------- | --------------- |
| Irene Abendroth                         | Irene Abendroth                         | 1872 | 1932  | Sängerin                                     | M/621    | Grab M/621      |
| Josef Beck von Mannagetta und Lerchenau | Josef Beck von Mannagetta und Lerchenau | 1815 | 1887  | Jurist und Historiker                        | A/351    | Grab A/351      |
|                                         | Peter Beck-Mannagetta                   | 1917 | 1998  | Geologe                                      | A/351    | Grab A/351      |
| Friedrich Becke                         | Friedrich Becke                         | 1855 | 1931  | Mineraloge und Petrograph                    | A/1      | Grab A/1        |
| Ferdinand Dehm                          | Ferdinand Dehm                          | 1846 | 1923  | Architekt, Hofbaumeister und Politiker       | M/551    | Grab M/551      |
|                                         | Erhard Amadeus Dier                     | 1893 | 1969  | Maler und Grafiker                           | M/509    | Grab M/509      |
| Adalbert Duchek                         | Adalbert Duchek                         | 1824 | 1882  | Mediziner                                    | A/59     | Grab A/59       |
|                                         | Aemilian Edlauer                        | 1882 | 1960  | Malakologe und Mollusken-Sammler             | A/53     | Grab A/53       |
| Josef Feid                              | Josef Feid                              | 1806 | 1870  | Maler                                        | M/555a   | Grab M/555a     |
|                                         | Karl Feiertag                           | 1874 | 1944  | Maler                                        | N/1342   | Grab N/1342     |
| Cajetan von Felder                      | Cajetan von Felder                      | 1814 | 1894  | Rechtsanwalt, Entomologe und Politiker       | M/549    | Grab M/549      |
|                                         | Marianne Haitinger                      | 1906 | 1986  | Lyrikerin                                    | M/523    | Grab M/523      |
|                                         | Max Haitinger                           | 1868 | 1946  | Mikroskopiker                                | M/523    | Grab M/523      |
| Joseph von Hammer-Purgstall             | Joseph von Hammer-Purgstall             | 1774 | 1856  | Diplomat und Orientalist                     | M/556    | Grab M/556      |
|                                         | Richard Hampe                           | 1863 | 1931  | Beamter und Politiker                        | M/557    | Grab M/557      |
| Erhard Hartung von Hartungen            | Erhard Hartung von Hartungen            | 1819 | 1893  | Arzt und Homöopath                           | A/53     | Grab A/53       |
|                                         | Marcel Kammerer                         | 1878 | 1959  | Architekt und Maler                          | M/682    | Grab M/682      |
|                                         | Wilhelm Kreuzer                         | 1942 | 2016  | Chirurg                                      | N/1038   | Grab N/1038     |
| Nikolaus Lenau                          | Nikolaus Lenau                          | 1802 | 1850  | Schriftsteller                               | M/555    | Grab M/555      |
|                                         | Andreas Liess                           | 1903 | 1988  | Musikwissenschaftler und Kulturphilosoph     | M/624    | Grab M/624      |
| Franz Löblich                           | Franz Löblich                           | 1827 | 1897  | Unternehmer und Politiker                    | A/67     | Grab A/67       |
| Leopold Löblich                         | Leopold Löblich                         | 1862 | 1935  | Kupferschmied                                | A/68     | Grab A/68       |
|                                         | Max Löblich                             | 1874 | 1943  | Eisenbahningenieur                           | A/67     | Grab A/67       |
| Gustav Manker                           | Gustav Manker                           | 1913 | 1988  | Regisseur, Bühnenbildner und Theaterdirektor | B/1583   | Grab B/1583     |
|                                         | Katharina Mauch                         | 1839 | 1906  | Sängerin                                     | M/553    | Grab M/553      |
| Richard Mauch                           | Richard Mauch                           | 1874 | 1921  | Maler und Illustrator                        | M/553    | Grab M/553      |
|                                         | Roderich Müller-Guttenbrunn             | 1892 | 1956  | Schriftsteller                               | N/1202   | Grab N/1202     |
| Gustaf Adolf Neumann (links)            | Gustaf Adolf Neumann                    | 1924 | 2013  | Verleger und Journalist                      | A/26     | Grab A/26       |
| Kurt Neuner                             | Kurt Neuner                             | 1925 | 2015  | Politiker                                    | A/62     | Grab A/62       |
| Franz Olbricht                          | Franz Olbricht                          | 1842 | 1907  | Architekt und Hofbaumeister                  | A/58     | Grab A/58       |
| Alexander von Peez                      | Alexander von Peez                      | 1829 | 1912  | Politiker und Industrieller                  | M/542    | Grab M/542      |
| Paul Richter                            | Paul Richter                            | 1895 | 1961  | Schauspieler                                 | M/550    | Grab M/550      |
|                                         | Friedrich Sacher                        | 1899 | 1982  | Lyriker, Erzähler und Essayist               | A/8      | Grab A/8        |
| Franz von Schneider                     | Franz von Schneider                     | 1812 | 1897  | Chemiker und Mediziner                       | M/583    | Grab M/583      |
| Robert von Schneider                    | Robert von Schneider                    | 1854 | 1909  | Archäologe                                   | M/583    | Grab M/583      |
|                                         | Anton Schurz                            | 1794 | 1859  | Schriftsteller                               | M/553    | Grab M/553      |
|                                         | Hilde Sochor                            | 1924 | 2017  | Schauspielerin                               | B/1583   | Grab B/1583     |
| Gustav Stratil-Sauer                    | Gustav Stratil-Sauer                    | 1894 | 1975  | Geograph                                     | A/50     | Grab A/50       |
|                                         | Herbert Tachezi                         | 1930 | 2016  | Organist, Cembalist und Komponist            | M/609    | Grab M/609      |
|                                         | Joseph Urdich                           | 1904 | 1941  | Bibliothekar                                 | N/1029   | Grab N/1029     |
|                                         | Alfred von Vivenot                      | 1836 | 1874  | Offizier und Historiker                      | A/34     | Grab A/34       |
| Rudolph von Vivenot                     | Rudolph von Vivenot                     | 1807 | 1884  | Arzt und Chirurg                             | A/34     | Grab A/34       |
|                                         | Franz Johann Wachtler                   | 1955 | 2011  | Histologe und Embryologe                     | A/56     | Grab A/56       |
| Anton Weichselbaum                      | Anton Weichselbaum                      | 1845 | 1920  | Pathologe und Bakteriologe                   | M/583    | Grab M/583      |
|                                         | Gustav von Wex                          | 1811 | 1892  | Ingenieur                                    | B/1536   | Grab A/56       |
|                                         | Eike-Meinrad Winkler                    | 1948 | 1994  | Anthropologe                                 | M/644    | Grab M/644      |
|                                         | Heinrich Wrba                           | 1922 | 2001  | Krebsforscher                                | N/1152   | Grab N/1152     |